# Palanca de la Colònia Sedó
La Palanca de la Colònia Sedó és un pont penjant que uneix les ribes d'Olesa de Montserrat i Esparreguera damunt del Llobregat. És una infraestructura bastida per la Colònia Sedó per tal que els olesans poguessin anar a treballar en aquesta indústria tèxtil. Ha estat reconstruïda al llarg dels anys degut als estralls dels aiguats que ha viscut el riu. El nom el dona un dels directors més importants de la fàbrica, l'Antoni Sedó.
És protegit com a Bé Cultural d'Interès Local.

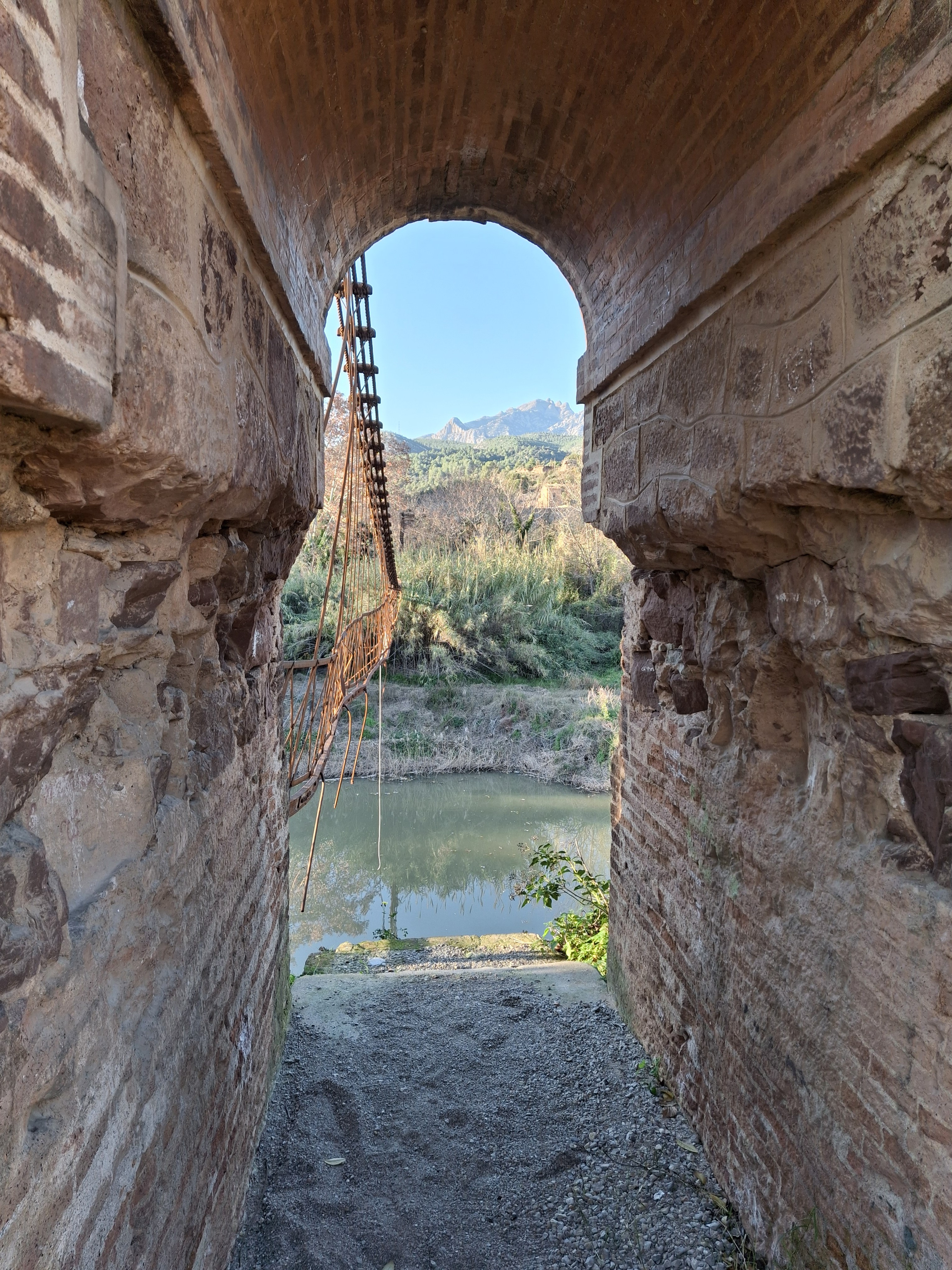
Detall de les restes del pont

## Descripció
El pont, que era només per a vianants, està fet amb una estructura metàl·lica sostinguda per dues torres-pilastra, una a cada banda del riu i ancorada al terra mitjançant cables amb politges i suports de maons ceràmics. Les pilastres, que pertanyen a un anterior pont construït el 1867-68, estan fetes amb revestiment de pedra i amb maó a les cantonades. El cablejat d'acer queda sostingut a la part superior de cada pilastra i manté tensada l'estructura metàl·lica. Actualment només es conserva un dels costats d'aquesta estructura. Tot i que molt malmesa, encara travessa el riu, i té una llargària d'uns 90 metres. Els vianants passaven sota la pilastra per un arc d'un metre, que devia ser més o menys l'amplada que tenia el pont. Actualment, l'entorn es troba envaït per la vegetació de ribera, l'antic camí que anava cap a Olesa ha quedat tallat per les instal·lacions del polígon industrial.

## Història
El pont de vianants sobre el riu Llobregat, conegut com la Palanca, va ser un projecte ideat per l'empresari Josep Puig i Llagostera, l'objectiu del qual era construir un pont que comuniqués Olesa de Montserrat amb la indústria tèxtil que tenia al marge del riu, ja que fins aleshores els treballadors havien de travessar el riu amb una barca. El pont fou construït entre 1867 i 1868 pels enginyers anglesos Cornelius i Miquel de Bergue, i va ser un dels primers pont metàl·lics d'Espanya, amb una sola tirada de 90 m de longitud. El pont va esfondrar-se a causa d'una riuada l'agost de 1868 i el 1869 es va reconstruir segons el projecte original, però la crescuda del Llobregat de l'any 1873 el va tornar a ensorrar. Va ser el 1892, quan Antoni Sedó Pàmies, nou propietari de la fàbrica (l'actual colònia Sedó), decidí reconstruir el pont, habilitant una palanca aprofitant les pilastres de l'antic pont que quedaven dempeus. El nou pont era penjat (només apte per a vianants, més sòlid i adaptat a les necessitats del terreny i de la fàbrica. L'Ajuntament d'Esparraguera no va contribuir a la construcció del pont, i per aquest motiu Antoni Sedó decidí que seria utilitzat únicament pels olesans i treballadors de can Sedó.

Les riuades de 1971 van deixar el pont molt malmès i no va ser reconstruït degut al poc ús que tenia aleshores.

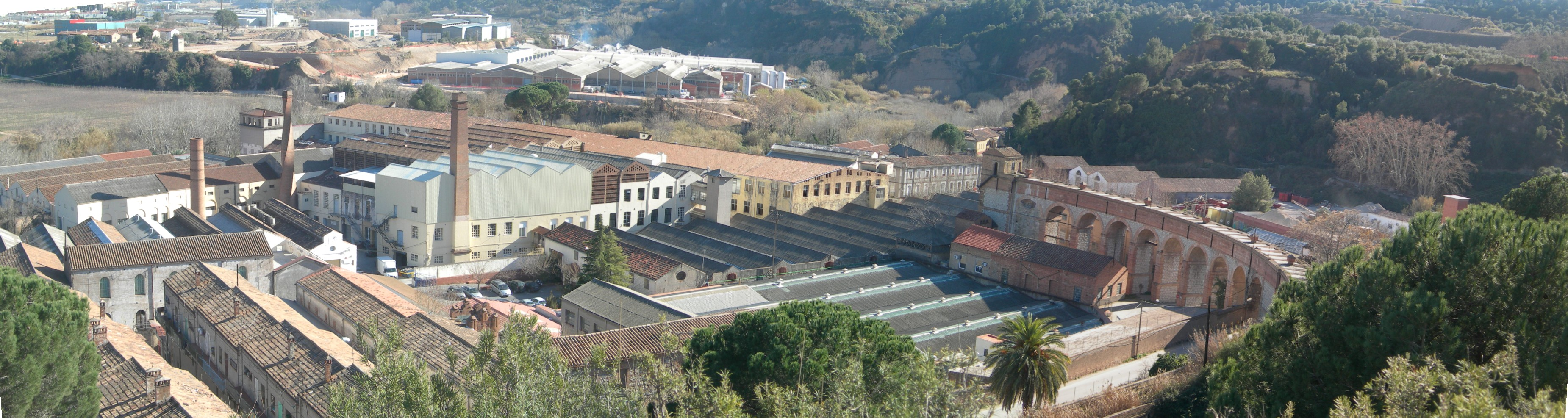
Colònia Sedó